# Грималюк Микола Петрович
Микола Петрович Грималюк (нар. 14 листопада 1954, м. Косів, Станиславівської області, нині Івано-Франківської області) — український живописець, доцент кафедри академічного живопису Львівської національної академії мистецтв (від 2003). Член Національної спілки художників України (2000).

## Життєпис
Народився 14 листопада 1954 у місті Косів, Станиславівської області, нині Івано-Франківської області.
1975 року закінчив Косівський технікум Народних художніх промислів (нині — Косівський державний інститут прикладного та декоративного мистецтва).
Протягом 1977—1982 років навчалася у Львівському державному інституті прикладного і декоративного мистецтва на кафедрі рисунка. Навчався у І. Андрійканича, А. Калитка, М. Яціва, М. Лозинського, В. Островського, В. Овсійчука).
Працює в ділянці станкового та декоративного малярства. Займається науково-педагогічною діяльністю, зокрема, у 1993—2000 роках працював викладачем кафедри рисунку Львівського державного коледжу декоративного та ужиткового мистецтва імені Івана Труша. 2000 року — старшим викладачем кафедри академічного живопису Львівської національної академії мистецтв, а від 2003 року — доцент цієї ж кафедри.
Керівник проєкту та засновник творчого об'єднання студентів «Решето». Учасник чисельних обласних, республіканських та міжнародних художніх виставок і пленерів, зокрема й шістнадцятьох персональних Серед персональних виставок — у Косові (1997), Львові (1997, 1999–2001), Червонограді та Івано-Франківську (2001), Мюнхені та Тернополі (2002), Коломиї (2019).

## Творчість
В роботах Миколи Грималюка присутній синтез кольору та світла, плям та ліній, матерій та духу, національного пластично-образового архетипу і сповненої апокаліптичних настроїв реальності.

### Живопис
- 1981 — «Баба Євдокія»;
- 1987 — «Шовкова косиця»;
- 1989 — «Критик Григорій Нудьга»;
- 1992 — «Спокуса», «Пророк»;
- 1995 — «У квадраті»;
- 1996 — «Довбуш»;
- 1998 — «Леонардо»;
- 1999 — «Скрипаль В. Савка», «Феміда», «Роксолана», «Пієта»;
- 2000 — «Тарас Бульба з синами», «Гуцули»;
- 2001 — «Г. Сковорода», «Богданів хрест»;
- 2002 — «Тайна вечеря»;
- 2004 — «Монах о. Кладочний», «Активістка»;
- 2008 — «Андрій Бокотей»;
- 2010 — «Ескіз портрета», «Тривога»;
- 2012 — «Джендзянь»;
- 2013 — «Монок», «Нарис», «Разом»;
- 2015 — «Мелодія»;
- «о. Михайло Волошин»;
- «Гуцули»;
- «Філософія буття»;
- «Біблійні сюжети»;
- «По Шевченкових місцях»;
- «Опришки».

Роботи майстра перебувають в приватних колекціях в Україні, Польщі, Угорщині, Франції, Німеччині, Австрії, Ізраїлі, США, Канаді, Японії.

### Статті
- «Мистецьке життя на рубежі соцреалізму і свободи творчості (ремінісценції)» // Вісник Львівської академії мистецтв. — Л. — 2002. — вип. 13.